# Michael Smiley
Michael Smiley (Belfast, 29 gennaio 1963) è un attore e comico britannico.

## Biografia
Michael Smiley nasce nel 1963 a Belfast e cresce nella cittadina di Holywood, nella contea di Down. Dopo aver frequentato senza successo le scuole superiori del posto, si trasferisce a Londra all'età di vent'anni. Senza un'idea precisa di che carriera scegliere, vi lavora per un certo periodo come corriere in bicicletta e DJ acid house.

## Carriera
Nel 1993, un suo amico, notando la sua propensione alla comicità, gli consiglia di provare con la stand-up comedy; Smiley rimane elettrizzato dall'esperienza e decide di intraprendere la carriera di comico.
Nel 1998, mentre è impegnato una serie di one-man show a Edimburgo, il suo coinquilino Simon Pegg gli offre un ruolo in una sit-com che sta scrivendo per Channel Four e, conoscendo la passione di Smiley per il mondo del ciclismo e il suo passato come corriere, crea appositamente per lui il personaggio del ciclista irlandese e festaiolo Tyres O'Flaherty. La sit-com in questione, Spaced, viene trasmessa per due stagioni dal 1999 al 2001, trasformandosi in un piccolo cult e lanciando la carriera di Pegg e del suo regista Edgar Wright, nonché di Smiley stesso. Lo stesso O'Flaherty, nonostante appaia solamente in due episodi della serie, rimane uno dei personaggi più noti dell'attore.
Nel 2003, Smiley debutta sul grande schermo con un cameo da zombie nella commedia di Wright e Pegg L'alba dei morti dementi. Negli anni successivi, interpreta ruoli minori in film come Complicità e sospetti e L'altra donna del re e serie televisive come Law & Order: UK. Dal 2010 ricopre il ruolo del detective Benny "Deadhead" Silver nella serie televisiva della BBC Luther, interpretata da Idris Elba. Lo stesso anno, recita nuovamente assieme a Pegg nella commedia nera Ladri di cadaveri - Burke & Hare, diretta da John Landis.
Nel 2011, interpreta l'ex-militare divenuto sicario Gal nell'horror di Ben Wheatley Kill List, ruolo che gli vale il premio come miglior attore non protagonista ai British Independent Film Awards 2011. Negli anni seguenti, consolida la sua fama di caratterista recitando in serie televisive come Ripper Street, Utopia e Black Mirror, mentre nel 2013 torna a collaborare con Wheatley nel film storico I disertori - A Field in England e con la coppia Wright/Pegg nella commedia fantascientifica La fine del mondo. A partire dal 2014, Smiley presenta il proprio programma televisivo sul ciclismo, Michael Smiley: Something to Ride Home About, in cui viaggia per le città e i luoghi caratteristici dell'Irlanda del Nord in bicicletta. Lo stesso anno, partecipa a un episodio di Doctor Who diretto da Wheatley. Ricopre ruoli secondari nei film Black Sea, The Lobster e Free Fire, dove viene diretto nuovamente da Wheatley.

## Vita privata
Dopo il divorzio, è rimasto in buoni rapporti con la sua prima moglie, con la quale aveva avuto due figli. Smiley si è poi risposato con la giornalista Miranda Sawyer, con cui ha altri due figli. Vive a Londra.

## Filmografia

### Cinema
- L'alba dei morti dementi (Shaun of the Dead), regia di Edgar Wright (2003) - cameo
- Land of the Blind, regia di Robert Edwards (2006)
- Profumo - Storia di un assassino (Perfume), regia di Tom Tykwer (2006)
- Complicità e sospetti (Breaking and Entering), regia di Anthony Minghella (2006)
- L'altra donna del re (The Other Boleyn Girl), regia di Justin Chadwick (2006)
- Don't, episodio di Grindhouse, regia di Edgar Wright (2007)
- Outpost, regia di Steve Barker (2008)
- Down Terrace, regia di Ben Wheatley (2009)
- Ladri di cadaveri - Burke & Hare (Burke & Hare), regia di John Landis (2010)
- Kill List, regia di Ben Wheatley (2011)
- Big Fat Gipsy Gangster, regia di Ricky Grover (2011)
- U Is for Unearthed, episodio di The ABCs of Death, regia di Ben Wheatley (2012)
- Shell, regia di Scott Graham (2012)
- Il superstite (For Those in Peril), regia di Paul Wright (2013)
- Svengali, regia di John Hardwick (2013)
- We Are the Freaks, regia di Justin Edgar (2013)
- I disertori - A Field in England (A Field in England), regia di Ben Wheatley (2013)
- La fine del mondo (The World's End), regia di Edgar Wright (2013)
- Glassland, regia di Gerard Barrett (2014)
- Black Sea, regia di Kevin Macdonald (2015)
- The Hallow, regia di Colin Hardy (2015)
- The Lobster, regia di Yorgos Lanthimos (2015)
- My Name is Emily, regia di Simon Fitzmaurice (2015)
- Belly of the Bulldog, regia di Nick Gillespie (2015)
- Orthodox, regia di David Leon (2015)
- Free Fire, regia di Ben Wheatley (2016)
- Rogue One: A Star Wars Story, regia di Gareth Edwards (2016)
- Jawbone, regia di Thomas Napper (2017)
- Madame, regia di Amanda Sthers (2017)
- La ragazza dei tulipani (Tulip Fever), regia di Justin Chadwick (2017)
- Birthmarked, regia di Emanuel Hoss-Desmarais (2018)
- The Belly of the Whale, regia di Morgan Bushe (2018)
- Ötzi e il mistero del tempo, regia di Gabriele Pignotta (2018)
- Rialto, regia di Peter Mackie Burns (2019)
- Come to Daddy, regia di Ant Timpson (2019)
- Gunpowder Milkshake, regia di Navot Papushado (2021)
- Censor, regia di Prano Bailey-Bond (2021)
- The Silent Twins, regia di Agnieszka Smoczyńska (2022)
- Bookworm - Una mitica avventura (Bookworm), regia di Ant Timpson (2024)

### Televisione
- Gioco sporco (The Heist) – film TV, regia di Stuart Orme (1989)
- Burnside – serie TV, episodio 1x01 (1999)
- Spaced – serie TV, episodi 1x06-2x04 (1999-2001)
- Time Gentleman Please – serie TV, episodi 1x15-2x02-2x03 (2001-2002)
- 15 Storeys High – serie TV, episodio 1x02 (2002)
- Murder Prevention – serie TV, 4 episodi (2004)
- Hustle - I signori della truffa (Hustle) - serie TV, episodio 2x04 (2005)
- Rose and Maloney – serie TV, episodio 3x01 (2005)
- Much Ado About Nothing – film TV, regia di Brian Percival (2005)
- Bleak House – miniserie TV, 8 puntate (2005)
- Caccia al ragno assassino (In The Spider's Web) – film TV, regia di Terry Winsor (2007)
- Y Pris – serie TV, episodio 1x03 (2007)
- Nearly Famous – serie TV, episodio 1x05 (2007)
- Holby Blue – serie TV, episodio 2x10 (2008)
- The Wrong Door – serie TV, episodi 1x04-1x06 (2008)
- Wire in the Blood – serie TV, 7 episodi (2008)
- Law & Order: UK – serie TV, episodio 1x04 (2009)
- One Night in Emergency – film TV, regia di Michael Offer (2010)
- Luther – serie TV, 17 episodi (2010-2018)
- Stolen – film TV, regia di Justin Chadwick (2011)
- Coming Up – serie TV, episodio 10x04 (2011)
- Good Cop – serie TV, episodio 1x02 (2011)
- New Tricks - Nuove tracce per vecchie volpi (New Tricks) – serie TV, episodio 9x09 (2012)
- Ripper Street – serie TV, episodio 1x02 (2013)
- Utopia – serie TV, episodio 1x01 (2013)
- Black Mirror – serie TV, episodio 2x02 (2013)
- Talking to the Dead – serie TV, episodi 1x01-1x02 (2013)
- Father Figure – serie TV, 6 episodi (2013)
- Ambassadors – miniserie TV, puntata 1x03 (2013)
- The Life of the Rock with Brian Pern – miniserie TV, puntate 1x01-1x03 (2014)
- Edge of Heaven – serie TV, episodi 1x04-1x05 (2014)
- Doctor Who – serie TV, episodio 8x02 (2014)
- BBC Comedy Feels – serie TV, episodio 4x04 (2015)
- Murders – miniserie TV, puntata 1x03 (2016)
- The Aliens – serie TV, 6 episodi (2016)
- V Sign – film TV, regia di Ed Tracy (2016)

### Cortometraggi
- The Wayfarer, regia di Lawrence Jackson (2003)
- Blood, regia di Kolton Lee (2005)
- Terra Firma, regia di Johnny Harrington (2008)
- Believe, regia di Paul Wright (2009)
- Promise, regia di Lawrence Jackson (2011)
- Pay First, regia di Dave Fulton (2011)
- At Dusk, regia di Felix Harrison (2011)
- Zero Tolerance, regia di Tom Pollock (2012)
- Orthodox, regia di David Leon (2012)
- The Parachutist, regia di Tom Tagholm (2013)
- Pieces, regia di Jack Wheaterley (2013)
- Father, regia di Moira Buffini (2014)
- Shelter, regia di Patrick Gather e Markus Meedt (2014)
- Group B, regia di Nick Rowland (2015)
- 1500 Words, regia di Andrew Chaplin (2016) - voce
- A Pornographer Woos, regia di Patrick Myles (2016)

## Riconoscimenti
- 2011 - British Independent Film Award
  - Miglior attore non protagonista per Kill List
- 2011 - London Critics Circle Film Awards
  - Candidato come attore non protagonista dell'anno per Kill List
- 2016 - Irish Film and Television Award
  - Candidato come miglior attore non protagonista per My Name is Emily

## Doppiatori italiani
Nelle versioni in italiano delle opere in cui ha recitato, Michael Smiley è stato doppiato da:
- Stefano Alessandroni in Doctor Who, La ragazza dei tulipani
- Gaetano Varcasia in Wire in the Blood
- Mino Caprio in Ladri di cadaveri - Burke & Hare
- Gaetano Lizzio in Kill List
- Fabrizio Temperini ne Il superstite
- Luca Dal Fabbro in La fine del mondo
- Enrico Pallini in Temple
- Paolo Marchese in Black Sea
- Fabrizio Russotto in The Lobster
- Pasquale Anselmo in Murder Prevention
- Massimiliano Virgilii in Caccia al ragno assassino
- Vladimiro Conti in Luther
- Eugenio Marinelli in Black Mirror
- Stefano Oppedisano in Free Fire
- Simone Olivieri in My Name is Emily
- Enrico Di Troia in Madame
- Roberto Draghetti in Ötzi e il mistero del tempo
- Claudio Colombo in Censor
- Mario Zucca in Bookworm - Una mitica avventura